# Đệ Nhất Đế quốc Bulgaria
Đế quốc Bulgaria thứ nhất (tiếng Slav Giáo hội: блъгарьско цѣсарьствиѥ, Latin hoá: blŭgarĭsko tsěsarǐstvije ) (tiếng Bulgaria: Първo българско царство) là một nhà nước Bulgaria thời trung cổ được thành lập ở phía đông bắc bán đảo Balkan năm 680 bởi người Bunga, đã chặn đứng và đánh đuổi Đế quốc Byzantine và liên minh với những người định cư Slavơ nam. Vào thời hoàng kim của mình, nó trải dài từ Budapest đến biển đen và từ sông Đa-Nuýp tại Ukraina hiện đại đến biển Adriatic. Khi nhà nước này đã củng cố vị trí của nó ở bán đảo Ban-Kăng, nó tham gia vào một mối liên hệ dài nhiều thế kỷ, khi thi thân thiện, khi thì thù địch với Đế quốc Byzantine. Bulgaria hiện diện như là địch thủ lớn nhất của Đế quốc Byzantine ở bán đảo Ban-Kăng, gây nên nhiều cuộc chiến tranh. Tuy nhiên hai thế lực cũng hưởng những thời kỳ hòa bình và liên minh, đặc biệt trong Cuộc vây hãm Constantinopolis của người Ả Rập lần hai, quân Bulgaria đóng vai trò quyết định trong cuộc giải vây. Thành phố Byzantium có một ảnh hưởng văn hóa mạnh mẽ lên Bulgaria, điều mà cũng dẫn đến sự chấp nhận Thiên Chúa giáo sau cùng của Bulgaria năm 864. Sau sự tan rã của Hãn quốc Avar, người Bulgaria bành trướng lãnh thổ đến bình nguyên Pannonian (ở Hungary ngày nay). Sau đấy, người Bulgaria đối diện với bước tiến công của người Pecheneg và Cuman, và giành được chiến thắng quyết định trước người Hungary, buộc họ chấp nhận dừng chân dài lâu ở Pannonia.
Vào cuối thế kỷ thứ 9 và đầu thế kỷ thứ 10, Sa hoàng Simeon I giành được một chuỗi thắng lợi trước Đế quốc Byzantine, và bành trướng Đế quốc Bulgaria đến tột đỉnh của nó. Sau sự hủy diệt của quân Byzantine trong trận Achelous năm 917, người Bulgaria vây hãm Constantinopolis năm 923 và 924. Các cuộc chiến tranh với người Croắc-ti-a, Hungary, Pecheneg và Séc-bi và sự lan rộng của dị giáo Bogomil đã làm suy yếu Bulgaria sau cái chết của Simeon. Một hòa bình lâu dài đã được ký kết với Đế quốc Byzantine và cuối cùng họ(Byzantine) đã phục hồi, chiến thắng cuộc phân tranh cuối cùng từ năm 968 đến 1018, sau đấy là việc Đế quốc Bulgaria thứ nhất chấm dứt tồn tại. Nó được tiếp nối bởi Đế quốc Bulgaria thứ hai năm 1185.
Sau sự chấp nhận Thiên Chúa giáo năm 864, Bulgaria trở thành trung tâm của slavơ châu Âu. Vị trí lãnh đạo văn hóa của nó được củng cố thêm bằng việc sáng tạo ra bảng chữ cái Cyrillic tại thủ đô Preslav, và văn học viết bằng tiếng Bulgaria cổ nhanh chóng bắt đầu lan rộng lên phương bắc. Tiếng Bulgaria cổ trở thành ngôn ngữ chung của Đông Âu, nơi nó được biết với tên gọi Tiếng Slavơ Giáo hội Cổ. Năm 927 nhà thờ Chính thống giáo Bulgaria hoàn toàn độc lập được chính thức thừa nhận.
Giữa thế kỷ thứ 7 và 10, cư dân địa phương, người Bunga và các bộ tộc khác trong Đế quốc, bị áp đảo bởi người Slavơ, dần dần bị họ (người Slavơ) hấp thụ, chấp nhận ngôn ngữ nam slavơ. Từ cuối thế ky thứ 10, những cái tên "dân tộc Bulgaria" và "người Bulgaria" trở nên phổ biến và trở thành những danh tính lâu dài cho cư dân địa phương, cả trong văn học và trong ngôn ngữ nói. Sự phát triển của việc biết đọc viết tiếng Slavơ Giáo hội Cổ có tác dụng ngăn ngừa sự đồng hóa của người Sla-vơ Nam vào các nền văn hóa lân cận, đồng thời kích thích sự hình thành của một bản sắc Bun-ga-ri riêng biệt.

## Tên gọi
Đế quốc Bulgaria thứ nhất được biết tới đơn giản là Bulgaria từ khi được thừa nhận bởi Đế quốc Byzantine Empire năm 681. Một số nhà sử học dùng các cụm từ Bulgaria Đa-nuýp, Nhà nước Bulgaria thứ nhất, hoặc Tsardom (Đế quốc) Bulgaria thứ nhất. Từ năm 681 đến 864 đất nước này cũng được biết tới là Hãn quốc Bulgaria, Hãn quốc Bulgaria Đa-Nuýp, hoặc Hãn quốc Bunga Đa-Nuýp nhằm phân biết nó với Bulgaria Volga, nhà nước tồn tại từ nhóm người Bunga khác. Vào thời kỳ đầu, đất nước này còn được gọi là nhà nước Bunga hoặc Qaghnate Bunga. Từ năm 864 đến 917/927, quốc gia này được biết đến là Công quốc Bulgaria hoặc Knyazhestvo Bulgaria.
Được hình thành như một liên minh giữa người Bunga và Slavơ, cho việc bảo vệ lẫn nhau trước Đế quốc Byzantine ở phía nam và Hãn quốc Avar về phía tây-bắc, Đế quốc Bulgaria thứ nhất được điều hành theo truyền thống Bunga với người đứng đầu nhà nước là Khả Hãn. Người Slavơ giữ sự tự trị lớn và sau cùng ngôn ngữ và các truyền thống của họ định hình con người và văn hóa Bulgaria bằng việc Bulgaria trở thành một quốc gia slavơ.

## Bối cảnh
Vào cuối thời kỳ Đế quốc La Mã, các vùng đất Bulgaria ngày nay được tổ chức thành các tỉnh - Scythia Minor, Moesia (thượng và hạ), Thrace, Macedonia (thứ nhất và thứ hai), Dacia (Bắc Đa-Nuýp), Dardania, Rhodope và Hemimont, và có một dân số hỗn tạp gồm người Getae bị la mã hóa và người Thracia bị hi lạp hóa. Vài làn sóng di cư liên tục của người Slavơ suốt thế kỷ thứ 6 và thứ 7 dẫn đến sự slavơ hóa hầu như hoàn toàn của khu vực, ít nhất về mặt ngôn ngữ.

### Người Bunga
Người Bunga, bao gồm các nhóm người Thổ và chắc chắn cả các nhóm người Sarmatia-Scythia, hình thành nên một phần Hãn quốc của người Thổ ở phía tây. Giữa năm 630 và 635, Hãn Kubrat thống nhất các bộ lạc người Bunga chủ chốt, thành lập một liên minh hùng mạnh gọi là Đại Bulgaria Cổ, hay được biết tới là Onoguria. Dưới áp lực mạnh mẽ của hãn quốc Khazar Đại Bulgaria Cổ tan rã năm 668. Sau đó Hãn Asparuh tách ra để tìm một mảnh đất an toàn. 30.000 đến 50.000 người Bunga đi theo ông. Năm 680 Asparukh thành lập Đế quốc Bulgaria thứ nhất sau trận Ongal, phía nam sông Đa-Nuýp trên lãnh thổ Byzantine. Nó được công nhận chính thức là một nhà nước độc lập bởi Đế quốc Byzantine năm 681.

### Sự thành lập dân tộc Bulgaria
Thực sự chắc chắn rằng người Bunga gốc bị áp đảo rất nhiều bởi dân số Slavơ. Giữa thế kỷ thứ 7 và 10, những người còn sót lại của cư dân bản xứ và người Bunga từ từ bị đồng hóa bởi người Slavơ, chấp nhận ngôn ngữ nam Slavơ và cải đạo sang Thiên Chúa giáo (thuộc nghi lễ Byzantine) dưới thời Boris I của Bulgaria năm 864. Người Bulgaria hiện đại thường được xem là thuộc nguồn gốc nam Slavơ. Tuy nhiên, người Slavơ chỉ là một trong những cộng đồng hiện hữu trên lãnh thổ Bulgaria, chính họ là các di dân mới đến ở bán đảo Ban-Kăng. Vài dân tộc khác sau cùng bị đồng hóa vào trong dân tộc mới này. Vào lúc đó, quá trình hòa nhập các cư dân còn lại thuộc dân số người Hy Lạp-Byzantine và La Mã-Thrace đã đáng kể trong sự hình thành của nhóm dân tộc mới. danh tính dân tộc duy nhất mới tiếp tục được xác nhận là Người Bulgaria và bảo vệ nhà nước cùng tên. Người Bulgaria hiện đại tiếp tục ca tụng nhà nước Bunga phi-Slavơ thuở ban đầu với tổ tiên người Thrace, trong khi vẫn giữ danh tính Slavơ cùng một lúc.

## Lịch sử

### Thiết lập bàn đạp vững chắc ở bán đảo Ban-Kăng

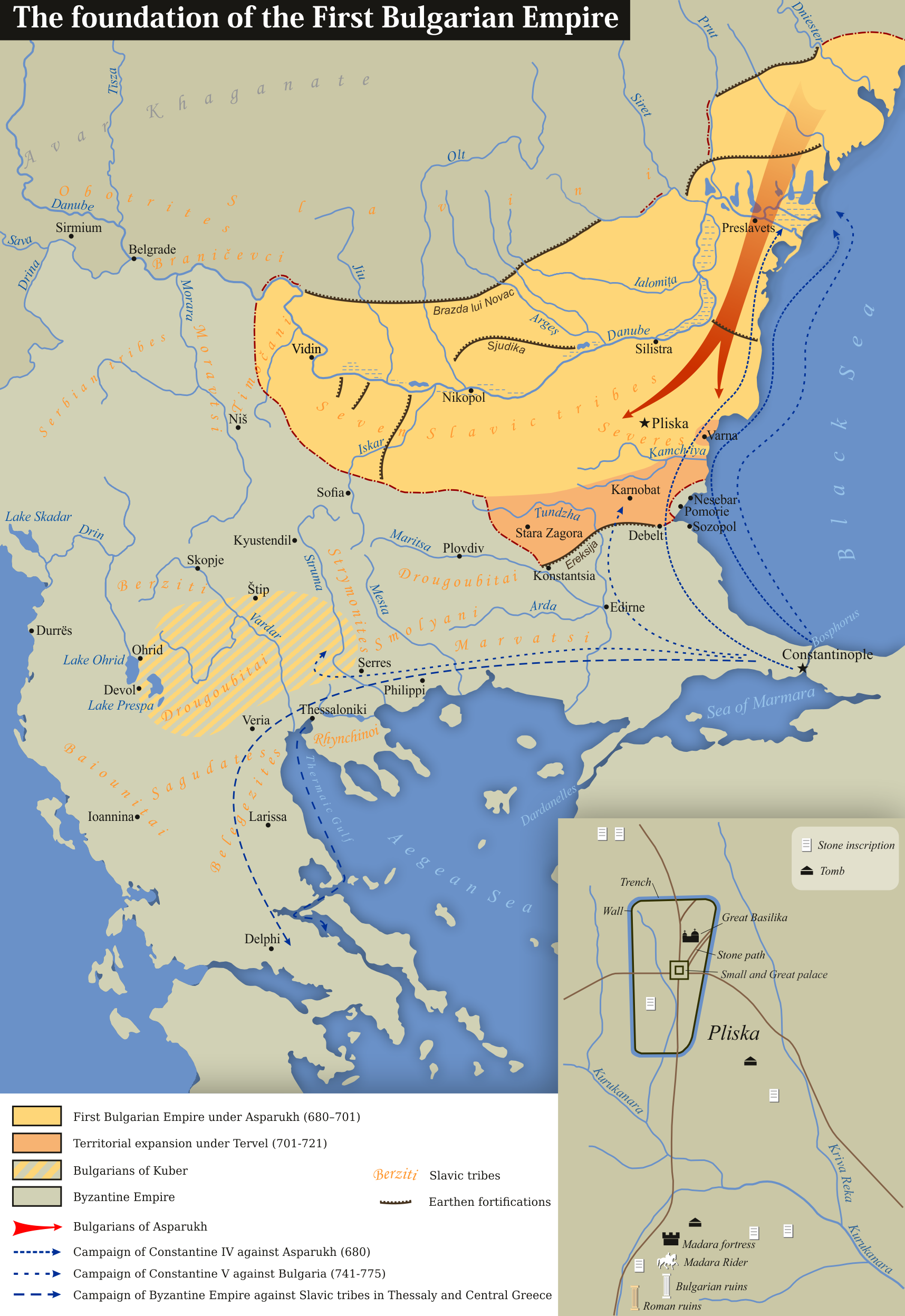
Bulgaria, c. turn of 7th century.

Sau chiến thắng quyết định ở trận Ongal năm 680 quân của người Bunga và Slavơ tiến đến phía nam dãy núi Ban-Kăng, lại đánh bại người Byzantine, họ bị bắt ký một hiệp ước hòa bình ô nhục, thừa nhận sự thành lập một nhà nước mới trên đường biên giới của Đế quốc Byzantine. Họ còn phải cống nạp hàng năm cho Bulgaria. Cùng lúc, cuộc chiến với người Khazar ở phía đông tiếp diễn và năm 700 Hãn Asparough chết trong trận chiến với họ. Người Bunga mất các lãnh thổ phía đông sông Đa-Nuýp, nhưng thành công trong việc chiếm đất phía tây. Người Bunga và Slavơ ký một hiệp ước theo đó người đứng đầu nhà nước trở thành Hãn của người Bunga, và cũng có nghĩa vụ phòng vệ đất nước chống lại Đế quốc Byzantine, còn các thủ lĩnh Slavơ kiếm được quyền tự trị đáng kể và phải bảo vệ biên giới phía bắc dọc dãy Các-Pát khỏi Hãn Quốc Avar.
Người kế nhiệm của Hãn Asparuh, Khả Hãn Tervel giúp hoàng đế Byzantine bị phế truất lấy lại ngai vàng năm 705. Đổi lại ông ta được tặng vùng Zagore phía bắc Thrace, đó là cuộc bành trướng đầu tiên của đất nước xuống phía nam dãy Ban-Kăng. Tuy nhiên ba năm sau Justinian cố lấy lại nó bằng vũ lực, nhưng quân của ông ta bị đánh bại tại trận Anchialus. Năm 716 Hãn Tervel ký một giao kèo quan trọng với Byzantine. Trong cuộc vây hãm Constantinopolis năm 717-718 ông gửi 50.000 quân đến giúp thành phố bị bủa vây. Trong trận đánh quyết định quân Bulgaria đã tàn sát khoảng 30.000 người ả rập và Hãn Tervel được gọi là Vị cứu tinh của châu âu vào thời của ông.

### Bất ổn nội bộ và tranh đấu tồn tại
Hãn Sevar, công tử cuối cùng của bộ lạc Dulo, chết năm 753. Với cái chết của ông ta Hãn quốc rơi vào một cuộc khủng hoảng chính trị dài trong khi quốc gia trẻ đang trên bờ vực của sự diệt vong. Chỉ trong 15 năm, bảy Khả Hãn cầm quyền, tất cả trong số họ bị giết. Có hai phe cánh chính: một số quý tộc muốn chiến tranh không khoan nhượng chống lại Đế quốc Byzantine, trong khi những người khác lại tìm kiếm một thỏa hiệp hòa bình cho cuộc chiến. Tình trạng bất ổn đó được sử dụng bởi hoàng đế Byzantine Constantine V (745–775), người đã triển khai 9 chiến dịch lớn nhằm xóa sổ Bulgaria. Năm 763 ông đánh bại Hãn Bulgaria Telets ở trận Anchialus, nhưng quân Byzantine không thể tiến xa hơn về phía bắc. Năm 775 Hãn Telerig đánh lừa Constantine bằng việc tiết lộ những thành viên trung thành với ông tại cung điện Bulgaria, rồi xử tử tất cả mật thám Byzantine ở thủ đô Pliska. Dưới thời người kế vị ông Hãn Kardam, cuộc chiến giành được một sự xoay chiều thuận lợi sau đại thắng tại trận Marcelae năm 792. Đế quốc byzantine hoàn toàn bị đánh bại và bị buộc phải triều cống một lần nữa cho các Hãn. Là một kết quả của chiến thắng, khủng hoảng cuối cùng được giải quyết, và Bulgaria bước vào thế kỷ mới ổn định, mạnh hơn, và được củng cố.

### Bành trướng lãnh thổ

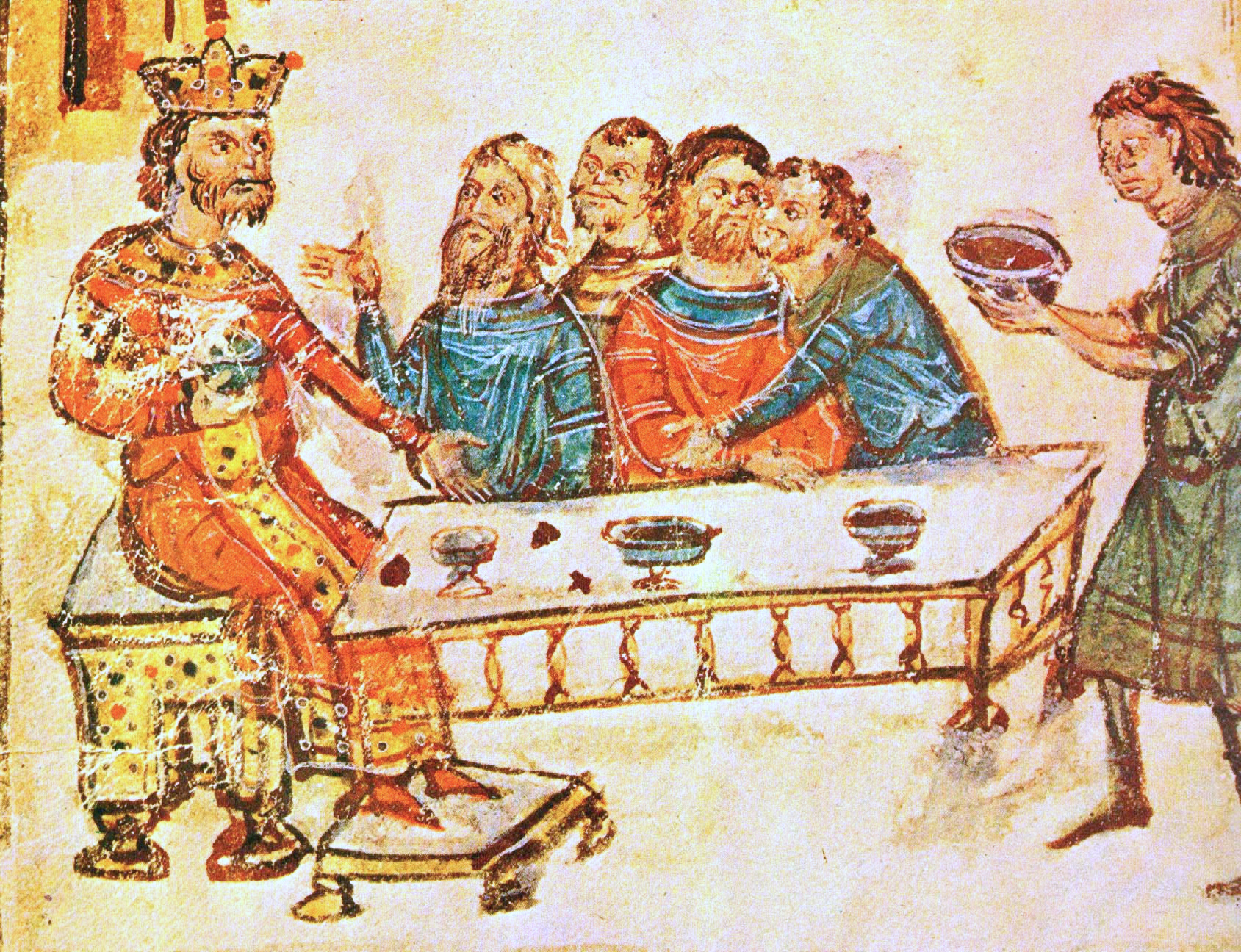
Hãn Krum ăn mừng sau chiến thắng ở Varbitsa Pass.

Dưới thời đại hãn Krum (803–814), còn được biết đến là Crummus và Keanus Magnus, Bulgaria bành trướng về phía nam và phía tây-bắc, chiếm đóng lãnh thổ giữa trung Đa-Nuýp và Moldova, toàn bộ lãnh thổ România ngày nay, Sofia năm 809 và Adrianople (Edirne hiện đại hoặc ở Odrin Bulgaria) năm 813, thực sự uy hiếp Constantinopolis. giữa năm 804 và 806 quân Bulgaria hoàn toàn xóa sổ Hãn quốc Avar và biên giới với Đế quốc Frank được thiết lập dọc trung Đa-Nuýp. Năm 811 một đạo quân Byzantine đông đảo bị đánh bại một cách quyết định tại trận Varbitsa Pass. Hoàng đế Byzantine Nicephorus I bị giết cùng tất cả binh lính của mình, và sọ của ông được sử dụng như một chiếc cốc ống rượi. Krum ngay lập tức nắm thế chủ động và chuyển cuộc chiến sang Thrace, đánh bại Đế quốc Byzantine thêm lần nữa ở trận Versinikia năm 813. Sau khi một người Byzantine nham hiểm cố giết vị Hãn trong các cuộc thương lượng, Krum cướp phá toàn bộ Thrace, đoạt chiếm Odrin, và cho định cư 10.000 cư dân trong "Bulgaria xuyên sông Đa-Nuýp". Ông chuẩn bị chu đáo để giành lấy Constantinopolis: 5,000 xe ngựa kéo bọc sắt được đóng để tải thiết bị vây hãm; Đế quốc Byzantine thậm chí cầu xin sự trợ giúp từ hoàng đế Frank Louis Mộ Đạo. Tuy nhiên do cái chết đột ngột của đại hãn, chiến dịch không bao giờ được tiến hành. Hãn Krum đã thi hành cải cách pháp lý, xây dựng các luật lệ công bằng và sự trừng trị cho tất cả các sắc tộc sống trong biên giới đất nước, nhằm giảm đói nghèo và làm mạnh các mối quan hệ xã hội bên trong nhà nước được mở rộng rất nhiều của mình.

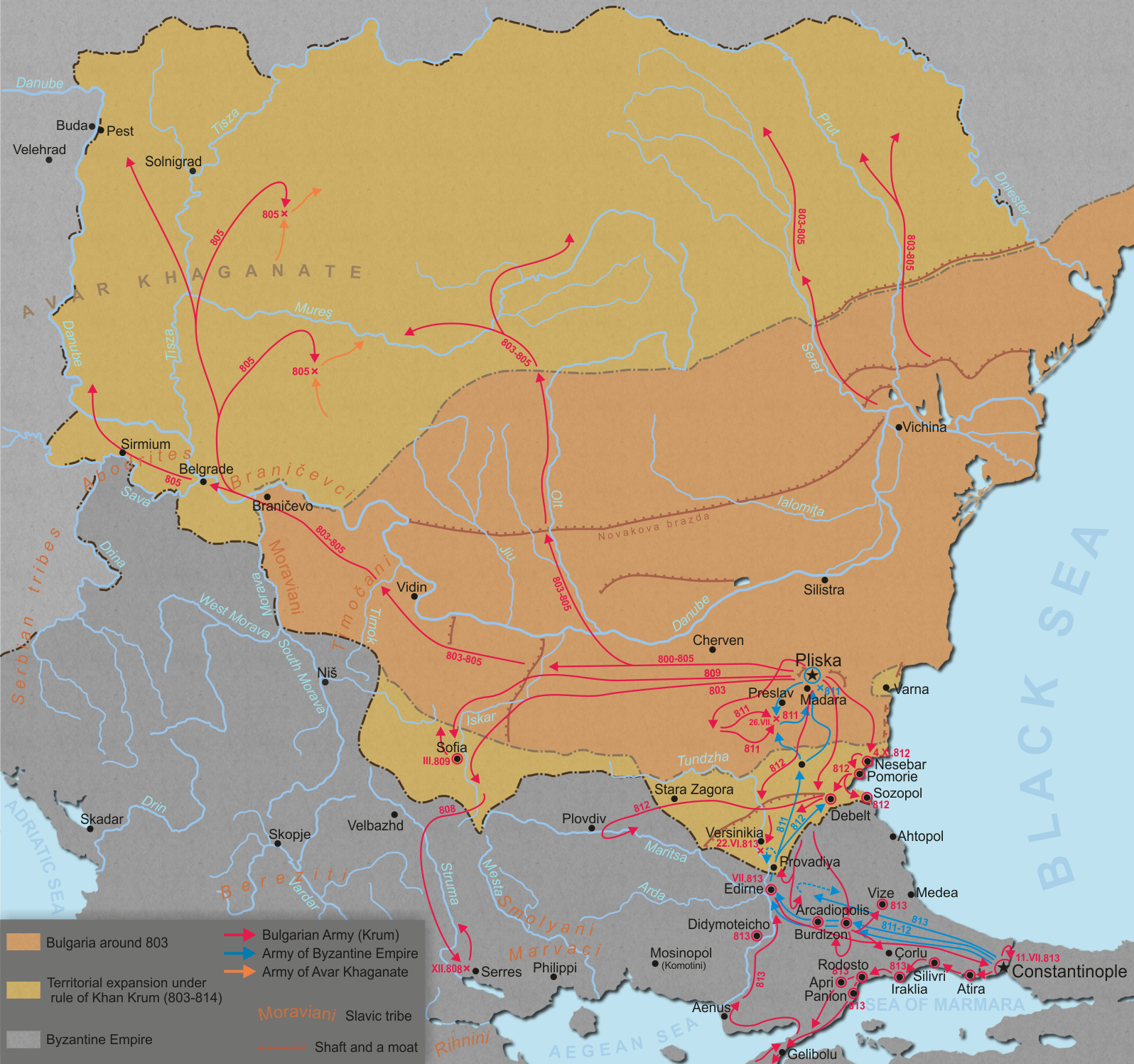
Lãnh thổ Bulgaria cuối thời Hãn Krum năm 814.

Hãn Omurtag (814–831) ký một hiệp ước hòa bình 30 năm với Đế quốc Byzantine, do đó cho phép hai quốc gia khôi phục kinh tế và tài chính của mình sau những cuộc chiến đẫm máu trong thập kỷ đầu tiên của thế kỷ. vùng biên giới tây bắc với Đế quốc Frank được định cư mạnh mẽ dọc trung lưu sông Đa-Nuýp năm 827. Việc xây dựng quy mô được tiến hành ở thủ đô Pliska, bao gồm xây dựng một cung điện lộng lẫy, các nhà thờ đa thần, tư dinh cho các vua, thành trì, pháo đài, ống dẫn nước, và nhà tắm, chủ yếu từ đá và gạch.
Vào Triều đại ngắn của Hãn Malamir (831–836), thành phố Plovdiv quan trọng được sáp nhập vào đất nước. Dưới thời Hãn Presian (836–852), người Bulgaria chiếm toàn bộ Macedonia, và biên giới đất nước chạm đến biển Adriatic và Aegea. Các nhà sử học Byzantine không đề cập đến bất cứ sự phản kháng nào chống lại sự bành trướng của Bulgaria ở Macedonia, dẫn đến kết quả là cuộc bành trướng diễn ra hoàn toàn bình yên. Giữa năm 839 và 842 người Bulgaria tiến hành cuộc chiến với người Séc-Bi nhưng không tạo ra bước tiến nào.

### Bulgaria dưới thời Boris I
Triều đại Boris I (852–889) khởi đầu với nhiều đi xuống. Trong mười năm đất nước chống lại các Đế quốc Byzantine và Frank phía đông, Đại Moravia, người Croắc-ti-a và người Séc-bi lập một số liên minh thất bại và đổi phe. Tháng tám năm 863 có một giai đoạn động đất liên tiếp 40 ngày và có một năm đói kém, gây ra nạn đói khắp đất nước. Và sau cùng, là nạn châu chấu.

#### Thiên chúa giáo hóa

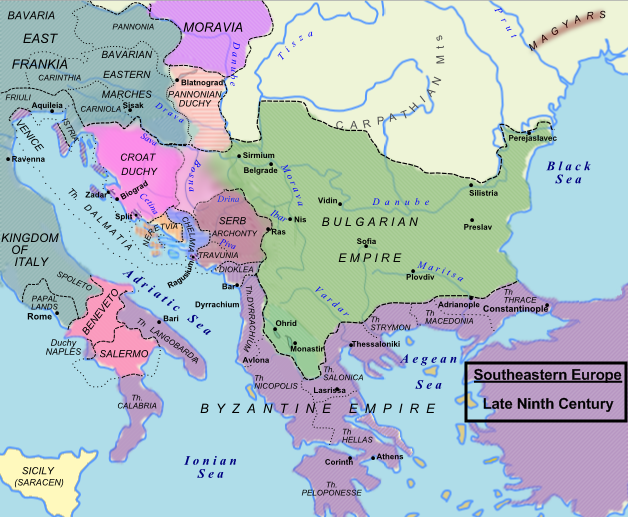
Bulgaria trong thởi cai trị của Boris I.

Năm 864 Byzantine dưới thời Michael III xâm lược Bulgaria vì nghi ngờ rằng Hãn Boris I chuẩn bị chấp nhận Thiên chúa giáo theo các nghi lễ phương tây. Biết tin về cuộc xâm lược, Boris I triển khai các cuộc đàm phán hòa bình. Byzantine trao trảo một số lãnh thổ ở Macedonia và điều kiện duy nhất của họ là Boris chấp nhận thiên chúa giáo của Constantinopolis chứ không phải Rôm. Hãn Boris I đồng ý yêu cầu và được rửa tội tháng 9 năm 865 nhận tên của cha đỡ đầu là hoàng đế Byzantine Michael, và trở thành Boris-Mihail. Danh xưng đa thần giáo "Hãn" bị từ bỏ và danh xưng "Knyaz" được chấp nhận thay thế. Tuy nhiên, lý do cho sự cải đạo sang Thiên chúa giáo không phải là cuộc xâm lược của Byzantine. Vị vua Bulgaria thực sự là một người có tầm nhìn và ông thấy trước rằng việc đưa vào một tôn giáo độc nhất sẽ hoàn tất sự thống nhất của dân tộc Bulgaria non trẻ, mà vẫn bị chia rẽ vì lý do tôn giáo. Ông cũng biết rằng đất nước của mình không thực sự được tôn trọng bởi châu Âu Thiên chúa giáo và các hiệp ước của đất nước có thể bị lờ đi bởi các bên ký kết khác vì lý do tôn giáo.
Mục đích của Byzantine là đạt được hòa bình điều họ không thể sau hai thế kỷ chiến tranh: để dần dần thu phục Bulgaria qua thiên chúa giáo và biến nó thành một quốc gia vệ tinh, hiển nhiên, các vị trí cao nhất trong Giáo hội Bulgaria vừa được thành lập là phải được nắm giữ bởi Byzantine vì họ thuyết giảng bằng tiếng Hi Lạp. Knyaz Boris I hoàn toàn ý thức về việc đó và sau khi Constantinopolis từ chối chấp nhận quyền tự trị của Giáo hội Bulgaria năm 866, ông đã gửi một đoàn đại diện đến Rôm trình bày mong muốn chấp nhận Thiên chúa giáo theo các nghi thức phương tây cùng 115 câu hỏi cho Giáo hoàng Nicolas I. Vị vua Bulgaria muốn được lợi từ sự cạnh tranh giữa giáo hội ở Rôm và Constantinopolis vì mục đích chính của ông là thành lập một giáo hội Bulgaria độc lập nhằm ngăn cả giáo hội Byzantine lẫn La Mã khỏi gây ảnh hưởng lên đất đai của mình thông qua tôn giáo. Các câu trả lời chi tiết của Giáo hoàng cho những câu hỏi của Boris được gửi đến bởi hai tổng giám mục dẫn đầu một hội truyền giáo, mục đích của hội là thúc đẩy quá trình cải đạo của người Bulgaria. Tuy nhiên, Nicolas I và người kế vị ông Giáo hoàng Adrian II cũng từ chối một Giáo hội Bulgaria độc lập, điều đã làm lạnh nhạt quan hệ giữa hai bên, nhưng sự xích lại gần Rôm của Bulgaria khiến Giáo hội Byzanine hòa hoãn hơn. Năm 870, tại Lần Tụ Họp Thứ Tư (của Công giáo La Mã) ở Constantinople, Giáo hội Bulgaria được thừa nhận là một giáo hội chính thống phương đông độc lập dưới sự quản lý của Giáo chủ Constantinople. Đó là giáo hội đầu tiên chính thức được chấp nhận, ngoài Giáo hội ở Rôm và Constantinople. Sau cùng, năm 893, tiếng Bulgaria cổ trở thành ngôn ngữ chính thức thứ ba, được thừa nhận bởi các giáo hội và sử dụng trong các nghi lễ và tài liệu thiên chúa giáo.

#### Sự sáng tạo ra hệ thống chữ viết Slavơ

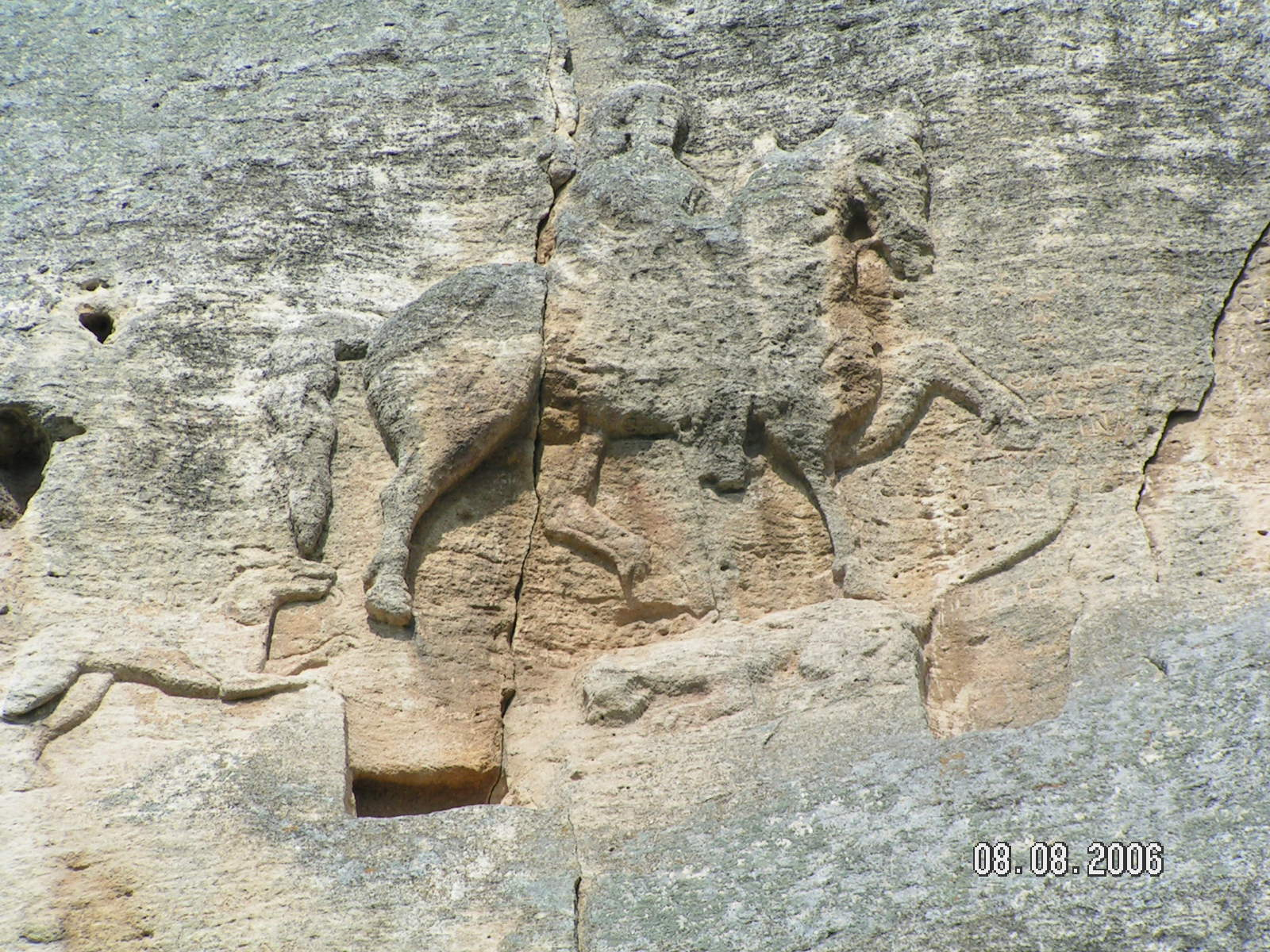
The Madara Rider (ca. AD 710), hình nổi trên đá lớn khắc trên Madara Plateau phía đông Shumen, đông bắc Bulgaria.

Dù Knyaz Bulgaria thành công trong việc có được một giáo hội độc lập, nhưng giới tăng lữ cao cấp của giáo hội và các sách thần học vẫn là Hi Lạp, điều đó đã cản trở các nỗ lực cải đạo dân thường sang tôn giáo mới. Giữa năm 860 và 863 các tu sĩ Byzantine gốc Hi Lạp Thánh Cyril và Thánh Methodius sáng tạo ra Bảng chữ cái Glagolitic, bảng chữ cái slavơ đầu tiên theo yêu cầu của Hoàng Đế Byzantine, nhắm vào việc cải đạo Đại Moravia sang Thiên chúa giáo chính thống. Tuy nhiên, các nỗ lực này thất bại và năm 866 các môn đồ của họ Clement của Ohrid, Naum của Preslav và Angelarius, những người bị trục xuất khỏi Đại Moravia, đã đến Bulgaria và được chào đón nồng nhiệt bởi Boris I. Vị Knyaz Bulgaria ủy thác sự thành lập hai học viện thần học cho các môn đồ đứng đầu, nơi giới tu sĩ Bulgaria tương lai phải được dạy bằng biệt ngữ địa phương. Clement được gửi tới Ohrid ở tây nam Bulgaria, nơi ông dạy 3.500 đồ đệ giữa năm 886 và 893. Naum thành lập học viện văn chương ở thủ đô Pliska, sau chuyển đến thủ đô mới Preslav. trong Hội nghị ở Preslav năm 893, Bulgaria chấp nhận bảng chữ cái Glagolitic và ngôn ngữ Slavơ Giáo hội Cổ (Tiếng Bulgaria Cổ) là ngôn ngữ chính thức của giáo hội và quốc gia, và trục xuất giới tăng lữ Byzantine. Vào đầu thế kỷ 10 bảng chữ cái Cyrillic được sáng tạo ra ở Học viện văn chương Preslav.

### Thời kì hoàng kim
Vào cuối thế kỷ thứ 9 và đầu thế kỷ thứ 10, Bulgaria vươn ra đến Epirus và Thessaly ở phía nam, Bosnia ở phía tây và kiểm soát toàn bộ Rumani ngày nay và đông Hungary về phía bắc. Nhà nước Séc-Bi xuất hiện vào giữa thế kỷ thứ 9 là một kết quả của cuộc bành trướng của Bulgaria phía tây Morava. Thay đổi lòng chung thành giữa Bulgaria và Bizantine, các vua Séc-bi đã ngăn chặn thành công vài cuộc xâm lược của Bulgaria cho đến năm 924, khi nó hoàn toàn bị giảm xuống dưới thời tướng quân và là nhà quý tộc của Sofia Marmais. Dưới thời Sa Hoàng Simeon I (Simeon Đại Đế), người được giáo dục ở Constantinople, Bulgaria lại trở thành một mối đe dọa nghiêm trọng với Đế quốc Byzantine và vươn đến sự mở rộng lãnh thổ tột đỉnh của nó. Simeon I hi vọng chiếm được Constantinople và đánh hàng loạt trận chiến với Byzantine suốt Triều đại dài của mình (893–927). Biên giới gần cuối thời trị vị của ông vươn đến điểm xa nhất phía bắc của Attica tại phía nam. Simeon I tự phong mình "Hoàng đế (Sa Hoàng) của Người Bulgaria và Vua Độc Tôn của Người Hi Lạp", một danh xưng được thừa nhận bởi Giáo hoàng, nhưng dĩ nhiên không được công nhận bởi Hoàng đế Byzantine cũng không từ Giáo chủ của Giáo hội Chính Thống Phương Đông. Ông được công nhận "Hoàng Đế (Sa Hoàng) của người Bulgaria" bởi hoàng đế Byzantine và Giáo chủ chỉ vào cuối thời trị vì của mình.

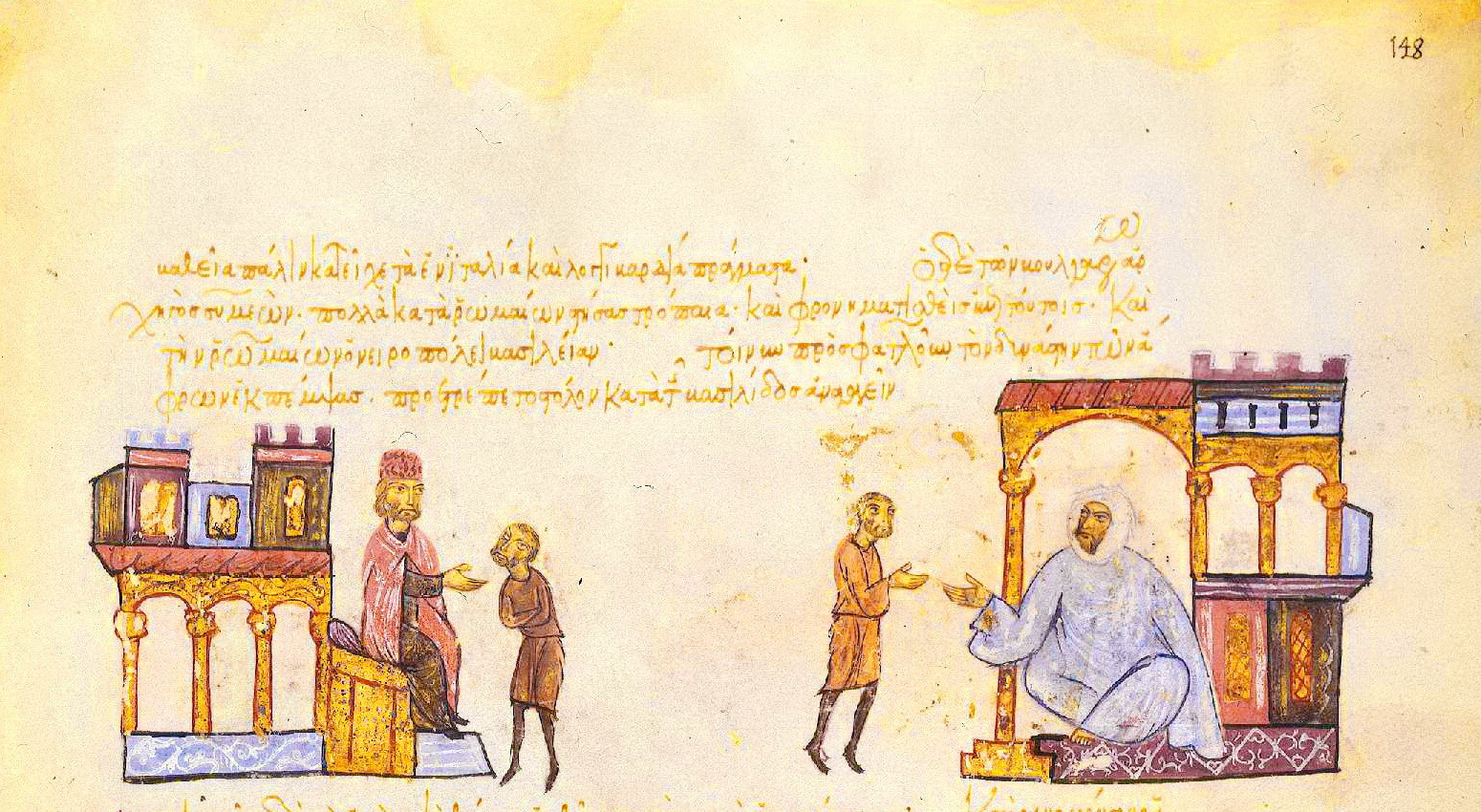
Simeon gửi các sứ giả đến Fatimid Chaliph để thiết lập một liên minh chống lại Byzantine. Hai bên đã gần tiến đến một hiệp ước nhưng trên đường quay về các sứ giả Bulgaria bị Byzantine bắt, họ đã thành công nhằm làm sao lãng người Ả-rập khỏi liên minh đó.

Giữa năm 894 và 896 ông đánh bại Byzantine và đồng minh của họ người Hungary thường gọi là "Chiến tranh thương mại" vì lý do của cuộc chiến là sự chuyển dịch của thị trường Bulgaria từ Constantinople sang Solun. Trong trận Bulgarophygon quyết định, quân Byzantine bị đánh bại và chiến tranh kết thúc với thuận lợi cho hòa bình Bulgaria, tuy nhiên nền hòa bình thường bị phá vỡ bởi Simeon I. Năm 904 ông thâu tóm Solun, thành phố trước đó bị cướp bóc bởi người Ả-rập và trao trả nó cho Byzantine chỉ sau khi Bulgaria đã nhận được tất cả các lãnh thổ có người Slavơ sinh sống ở Macedonia và 20 pháo đài ở Albania, bao gồm thành phố quan trọng Drach.
Sau cuộc bạo loạn ở Đế quốc Byzantine mà theo sau là cái chết của Hoàng đế Alexander năm 913, Simeon I xâm lược Byzantine Thrace, nhưng bị thuyết phục ngừng để đổi lại sự công nhận chính thức danh xưng hoàng đế của mình và đám cưới của con gái ông với hoàng đế nhỏ tuổi Constantine VII. Simeon I được mong đợi trở thành nhiếp chính của vị hoàng đế và tạm thời cai trị Đế quốc Byzantine. Tuy nhiên, sau một âm mưu ở cung điện Byzantine, mẹ của Hoàng đế Constantine VII, là Empress Zoe, phủ nhận cuộc hôn nhân và danh hiệu của Simeon, và hai bên sẵn sàng cho một trận quyết chiến. Năm 917 Simeon I phá vỡ mọi nỗ lực của kẻ thù của mình nhằm lập một liên minh với người Hungary, người Pecheneg và người Séc-bi, và Byzantine bị buộc phải chiến đấu một mình. 20 tháng tám hai đội quân đụng độ ở trận Anchialus trong một trong những trận đánh lớn nhất Thời trung cổ. Byzantine chịu một thất bại chưa từng có, bỏ xác 70.000 quân bị giết trên chiến trường. Các lực lượng truy kích Bulgaria thắng trận đáng ghi nhớ trước các quân địch ở trận Katasyrtai. Tuy nhiên, Constantinople được cứu bằng một cuộc tấn công của Séc-bi từ phía tây; người Séc-bi hoàn toàn bị đánh bại, nhưng điều đó tặng khoảng thời gian ngàn vàng cho đô đốc Byzantine và sau đó Hoàng đế Romanos Lakepanos chuẩn bị phòng thủ thành phố. Trong thế kỷ tiếp theo người Bulgaria giành quyền kiểm soát toàn bộ Bán đảo Ban-Kăng trừ Constantinople và Pelopones.
Trong trận Croắc-ti-a-Bulgaria năm 927, (còn thường được gọi là Trận cao nguyên Bosnia), Công tước Alogobotur tấn công Croắc-ti-a. Lực lượng Croắc-ti-a dưới sự lãnh đạo của Vua Tomislav, hoàn toàn tiêu diệt quân Bulgaria, và chấm dứt sự mở rộng của Simeon về phía tây.

### Suy Yếu

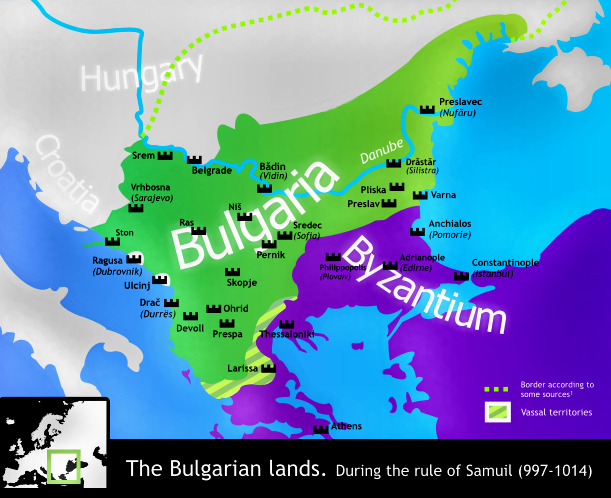
Đế quốc Bulgaria dưới thời Samuil.

Tuy nhiên, sau cái chết của Simeon, sức mạnh Bulgaria dần suy yếu. Trong một hiệp ước hòa bình năm 927 Byzantine chính thức công nhận danh xưng Hoàng Đế của con trai Simeon, Peter I, và Giáo chủ Bulgaria. Tuy nhiên, hòa bình với Byzantine không đem lại phồn thịnh cho Bulgaria. Trong thời kỳ đầu của Triều đại Hoàng Đế Mới có các vấn đề nội bộ và bạo loạn với các anh em, và trong những năm 930 bị buộc thừa nhận nền độc lập của Rascia. Thảm họa lớn nhất đến từ phía bắc: giữa năm 934 và 965 đất đước chịu năm cuộc xâm lược của người Hungary. năm 944 Bulgaria bị tấn công bởi người Pecheneg, họ cướp bóc các vùng Đông Bắc của Đế quốc. Dưới thời Peter I và Boris II đất nước bị chia rẽ bởi niềm tin tôn giáo công bình của giáo phái Bogomil.
Năm 968 đất nước bị tấn công bởi Rus Kiev, thủ lĩnh của họ, Svyatoslav I, đã chiếm Preslav và thành lập thủ đô của mình ở Preslavets. Ba năm sau, Hoàng Đế Byzantine John I Tzimiskes can thiệp vào cuộc chiến và chiến thắng Svyatoslav ở Dorostolon. Boris II bị bắt và chính thức bị tước bỏ danh xưng hoàng đế ở Constantinople, và đông Bulgaria bị tuyên bố nền bảo hộ của Byzantine.

### Sụp đổ
Sau sự phản bội của Byzantine, các vùng đất ở phía tây Sông Iskar vẫn nằm trong tay Bulgaria và chiến tranh chống lại Byzantine được lãnh đạo bởi các anh em Comitopuli. Năm 976, người anh em thứ tư, Samuil thâu tóm mọi quyền lực vào tay mình sau cái chết của anh cả. Khi người thừa kế hợp pháp ngai vàng, Roman, thoát khỏi sự giam cầm ở Constantinople, ông được Samuil thừa nhận là hoàng đế ở Vidin và sau đó Samuil vẫn giữ vị trí tổng tư lệnh quân Bulgaria. Một vị tướng tài và nhà chính trị giỏi, ông đã thành công thay đổi vận mệnh người Bulgaria. Hoàng đế Byzantine mới Basil II bị đánh bại một cách quyết định trong trận Cổng Trajan năm 986 và vừa kịp chạy trốn. 5 năm sau ông xóa sổ nhà nước Séc-Bi Rascia. Năm 997, sau cái chết của Roman, người thừa kế cuối cùng của Triều đại Krum, Samuil được tuyên bố là hoàng đế của Bulgaria. Tuy nhiên, sau năm 1001, cuộc chiến đổi hướng thuận lợi cho Byzantine, họ trong cùng năm đó đã chiếm các thủ đô cũ Pliska và Preslav, đầu năm 1004 triển khai các chiến dịch hàng năm xâm lược Bulgaria. Byzantine hưởng lợi thêm từ cuộc chiến giữa Bulgaria và vương quốc Hungary mới thành lập năm 1003.
Các thắng lợi của Byzantine ở Spercheios và Skopje chính thức làm suy yếu quân Bulgaria và, trong các chiến dịch hàng năm, Basil hạ bệ một cách chiến thuật các thành trì của Bulgaria. Sau cùng, ở trận Kleidion năm 1014, người Bulgaria hoàn toàn bị đánh bại Quân Bulgaria bị bắt; người ta nói rằng 99 trong số tất cả 100 người bị đâm mù, và người thứ 100 còn lại một mắt để đưa những đồng hương quay về (khiến Basil có biệt danh "Bulgaroktonos"-Kẻ Giết Người Bunga). Khi Sa Hoàng Samuil thấy phần còn lại của quân mình bị tan rã, ông đau tim và chết. Năm 1018, thành trì cuối cùng của Bulgaria đầu hàng và Đế quốc Bulgaria Thứ Nhất chấm dứt tồn tại.
Danh sách các Hãn của Đế quốc Bulgaria thứ nhất:
1. Ernakh (469-503), vua Hung (Hung Nô) cuối cùng sau Attila; người đặt nền móng lập nước Bulgaria Cổ
2. Utigur (503-520)
3. Grod (520-528)
4. Mugel và Chinialus (528-530)
5. Sandilch
6. Houdbaad (khoảng 581-c 600)
7. Organa: 617-639
8. Gostun: 630-632
9. Kubrat: 632-665, Khan mạnh nhất của Đại Bulgaria Cổ
10. Batbayan: 665-668
11. Asparukh: 681-700
12. Tervel: 700-721
13. Kormesiy: 721-738
14. Sevar: 738-753
15. Kormisosh: 753-756
16. Vinekh: 756-762
17. Telets: 762-765
18. Sabin: 765-766
19. Umor: 766
20. Toktu: 766-767
21. Pagan: 767-768
22. Telerig: 768-777
23. Kardam: 777-803
24. Krum: 803–814
25. Omurtag: 814–831
26. Malamir: 831–836
27. Presian I: 836–852
28. Boris I: 852–889
29. Vladimir: 889-893
30. Simeon I: 893-927
31. Petar I: 927-969
32. Boris II: 970-971
33. Roman: 977-997
34. Samuil: 997-1014
35. Gavril Radomir: 1014-1015
36. Ivan Vladislav: 1015-1018
37. Presian II: 1018

## Lưu ý
- a. [a] Bulgaria thường được thừa nhận thành lập vào năm 681 khi Đế quốc Byzantine thừa nhận quốc gia này là một nhà nước có chủ quyền trong một hiệp ước. Tuy nhiên, duy nhất một số nhà sử học Bulgaria vẫn giữu một quan điểm thiểu số rằng Bulgaria tồn tại từ năm 632 bằng sự thành lập của Đại Bulgaria Cổ bởi Hãn Kubrat tại Ucraina ngày nay.

## Các Chú thích
1. ↑  "East Central Europe in the Middle Ages, 1000-1500". Google Books. Truy cập ngày 1 tháng 4 năm 2025.
2. ↑  Sự cải đạo các rợ người: từ tôn giáo đa thần cho đến Thiên chúa giáo, Richard A. Fletcher, xưởng in đại học California, 1999, ISBN 0-520-21859-0, trang 338
3. ↑  Một lịch sử của ngôn ngữ Hi Lạp: từ buổi đầu đến nay, Francisco Rodríguez Adrados, BRILL, 2005, ISBN 90-04-12835-2, p. 265.
4. ↑  Đông Hi Lạp và Tây La Mã: nhà thờ, AD 681-1071, nhà in trường giáo sĩ St Vladimir, 2007, ISBN 0-88141-320-8, trang 180.
5. ↑  Bán đảo Ban-Kăng tiền trung cổ: một khảo cứu quan trọng từ thế kỷ 6 đến cuối thế kỷ 12, John Van Antwerp Fine, xưởng in Đại học Michigan, 1991, ISBN 0-472-08149-7, trang 106.
6. ↑  Châu Âu khác trong thời trung cổ: Người Avar, Người Bulgar, Người Khazar, và Người Cuman, Florin Curta, Roman Kovalev, BRILL, 2008, ISBN 90-04-16389-1, pp. 350-351.
7. ↑  Norwich 1998
8. ↑  Schenker, Alexander (1995). Sự khai sinh của tiếng Slavơ. tr. 185–186, 189–190. {{Chú thích sách}}: Đã bỏ qua tham số không rõ |nhà in= (trợ giúp)
9. ↑  Benjamin W. Fortson. Văn hóa và ngôn ngữ Ấn Âu: một lời mở đầu, p. 374
10. ↑  Một địa-lịch sử của Châu Âu, 450 B.C.-A.D.1330, Norman John, CUP Archive, 1977, ISBN 0-521-29126-7, p. 179. Truy cập ngày 13 tháng 11 năm 2011. {{Chú thích sách}}: Đã bỏ qua tham số không rõ |Ngày= (gợi ý |ngày=) (trợ giúp)
11. ↑  Bán đảo Ban-Kăng tiền trung cổ: một khảo cứu quan trọng từ thế kỷ 6 đến cuối thế kỷ 12, John Van Antwerp Fine, xưởng in Đại học Michigan, 1991, ISBN 0-472-08149-7 trang 68. ngày 15 tháng 5 năm 1991. Truy cập ngày 13 tháng 11 năm 2011. {{Chú thích sách}}: Đã bỏ qua tham số không rõ |Nhà phát hành= (trợ giúp)
12. ↑  "Sự hình thành dân tộc Bun-ga-ri: sự phát triển của nó trong thời trung cổ (thế kỷ 9-14.) Academician Dimitŭr Simeonov Angelov, Summary, Sofia-Press, 1978". Truy cập ngày 13 tháng 11 năm 2011. {{Chú thích web}}: Đã bỏ qua tham số không rõ |nhà phát hành= (trợ giúp)
13. 1 2  L. Ivanov. Lịch sử cơ bản của Bun-ga-ri trong quyển bảy. Sofia, 2007.
14. ↑  Người Macedonia là ai? Hugh Poulton, Nhà phát hành C. Hurst & Co, 2000, ISBN 1-85065-534-0, pp. 19-20.
15. ↑  Runciman, S. Một lịch sử của Đế quốc Bulgaria thứ nhất, trang 27
16. ↑  Vladimirov, G. Bun-ga-ri Đa-Nuýp và Bulgaria Volga, Orbel, 2005
17. ↑  John V. A. Fine, "Bán đảo Ban-Kăng cuối thời trung cổ: một khảo cứu quan trọng từ cuối thế kỷ 12", 1994, trang 55
18. ↑  R. J. Crampton, "Một lịch sử sơ lược về Bun-ga-ri"2005, trang 21
19. ↑  Bungry, nhà in đại học Oxford, 2007, ISBN 0-19-820514-7, p. 14.
20. ↑  Dennis Sinor, The Cambridge lịch sử của Đông Á buổi đầu, Volume 1, đơn vị in đại học Cambridge, 1990, ISBN 0-521-24304-1, ISBN 978-0-521-24304-9, p.62
21. ↑  Christopher I. Beckwith, Các Đế quốc của con đường tơ lụa: một lịch sử của trung Á-Âu từ thời đồ đồng, đơn vị in đại học Princeton, 2009, ISBN 0-691-13589-4, ISBN 978-0-691-13589-2, p.117
22. ↑  Whittow, M. Sự thành lập Byzantium, 600-1025, nhà in đại học California press, Los Angeles, trang 272
23. ↑  Whittow, M. Sự thành lập Byzantium, 600-1025, nhà in Đại học California, Los Angeles, trang 279
24. ↑  Encyclopaedia Britannica Online, Bulgars=
25. ↑  Zimonyi Istvan: "Lịch sử của các dân tộc nói tiếng Thổ ở Châu Âu trước người Ottoman". Lưu trữ ngày 22 tháng 7 năm 2012 tại Wayback Machine (Đại học Uppsala: Viện ngôn ngữ và triết học)
26. ↑  Châu Âu khác thời trung cổ: người Avar, Bunga, Khazar, và Cuman, Florin Curta, BRILL, 2008, ISBN 9004163891, trang 351.
27. ↑  Васил Н. Златарски. История на Първото българско Царство. Епоха на хуно-българското надмощие с. 188.
28. ↑  Một lịch sử ngắn gọn về Bun-Ga-Ri, R. J. Crampton, xưởng in đại học Cambridge, 2005, ISBN 0521616379, pp. 8-9.
29. ↑  The New Cambridge Medieval History: Volume 1, c.500-c.700, Paul Fouracre, nhà in đại học Cambridge, 2005, ISBN 0521362911, trang 301.
30. ↑  Мутафчиев, П. Гюзелев. В, История на българския народ 681-1323. Българска Академия на науките, 1986. стр. 106-108.
31. ↑  Theophanes, ibid., trang 359
32. ↑  Pauli Historia Langobardorum VI.31, MGH SS rer Lang I, trang 175
33. ↑  Theophanes, ibid., trang 397
34. ↑  Nicephorus, ibid., trang 69
35. ↑  Theophanes, ibid., trang 433
36. ↑  Theophanes, ibid., trang 447–448
37. ↑  Theophanes, ibid., trang 467
38. ↑  Classen, J. (ed.) (1841) Theophanes Chronographia, Corpus Scriptorum Historiæ Byzantinæ (Bonn) ("Theophanes") Vol, I, 6301/802, pp. 752-3
39. ↑  Theophanes, ibid., trang 492
40. ↑  Martindale, J. R. Prosopography of the Byzantine Empire I: (641-867), 2001
41. ↑  Scriptor incertus, ibid., trang 337–339
42. ↑  Scriptor incer., ibid., trang 346–347
43. ↑  Scriptor incert., ibid., trang 347–348
44. ↑  Annales Laurissenses minores, s. an. 814
45. ↑  Theophanes Continuatus II, 17-18, pp. 64-6
46. ↑  Bekker, Constantini Porphyrogeniti De Thematibus et De Administrando Imperio, Corpus Scriptorum Historiæ Byzantinæ, 1st ed., Bonn, 1840, pp. 154-155
47. ↑  Bekker, Constantini Porphyrogeniti De Thematibus et De Administrando Imperio, Corpus Scriptorum Historiæ Byzantinæ, 1st ed., Bonn, 1840, trang 154
48. ↑  Konstantinos Porphyrogenitos De Administrando Imperio 32, p. 154
49. ↑  Georgius Monachus Continuatus, p. 824
50. ↑  Georgius Monachus Continuatus, loa cit., Logomete
51. ↑  Johannes VIII Papa. Epistolae, p. 159
52. ↑  Anastasius Bibliothecarius, pp. 1373—4
53. ↑  Barford, P. M. (2001). The Early Slavs. Ithaca, New York: Cornell University Press
54. ↑  Vita S. démentis
55. ↑  The Early Medieval Balkans. A Critical Survey from the 6th to the Late 12th Century. J V A Fine, Jr. Pg 110 they (the Bulgarians) became a threat to the Serbs..; presumably this danger proved to be a catalyst in uniting of various Serbian tribes to oppose it. The Byzantines were....interested in building a stronger Serbia
56. ↑  Енциклопедия България, Академично издателство "Марин Дринов", 1988
57. ↑  Fine (1991), trang. 139
58. 1 2  Delev, Bǎlgarskata dǎržava pri car Simeon.
59. ↑  Fine (1991), p. 137
60. ↑  Златарски, История на Първото българско царство, с. 316.
61. ↑  Златарски, История на Първото българско царство, с. 321.
62. ↑  Бакалов, История на България, "Симеон І Велики"
63. ↑  Runciman, A history of the First Bulgarian Empire, p. 157
64. ↑  Fine, The Early Medieval Balkans, pp. 144–148
65. ↑  Dimitrov, Bulgaria: illustrated history.
66. ↑  De Boor, Сarl Gothard (1888). Vita Euthymii. Berlin: Reimer, p. 214
67. ↑  Bakalov, Istorija na Bǎlgarija, "Simeon I Veliki"
68. ↑  Constantine Porphyrogennetus. Op. cit., pp. 158—9
69. ↑  Theophanes Continuatus, pp. 462—3,480
70. ↑  Nicolaus Papa. Response, p. 1015
71. ↑  Cedrenus: II, p. 383
72. ↑  Chronique dite de Nestor, pp. 53—4
73. ↑  Leo Diaconus, pp. 158-9
74. ↑  Prokić, p. 28
75. ↑  Skylitzes, pp. 436–438
76. ↑  Гильфердинг, А (1868). Письма об истории сербов и болгар (in Russian), p. 209.
77. ↑  Шишић, p. 331
78. ↑  Розен, p. 43
79. ↑  Angold 1997